# Грета Інгманн
Грета Інгманн (дан. Grethe Ingmann уродж. Клемменсен дан. Clemmensen 17 червня 1938 — 18 серпня 1990) — данська співачка. Переможниця Євробачення 1963 року (в дуеті з чоловіком).
З 17 років виступала з оркестром Річарда Грауенгарда. У 1956 році одружилася з джазовим гітаристом Ю. Інгманном, з яким утворила дует, що став незабаром популярним в Скандинавії. Після перемоги на конкурсі Dansk Melodi Grand Prix в 1963 році дует представляв Данію на конкурсі пісні «Євробачення», де також завоював перше місце з піснею «Dansevise». Після розпаду дуету Грета Інгманн досить успішно брала участь в Dansk Melodi Grand Prix в 1978-80 рр.
У шлюбі з Інгманном була до 1975 року. Померла від раку в 1990 році.